# Pierre Boisard (sociologue)
Pour les articles homonymes, voir Pierre Boisard et Boisard.
Pierre Boisard, né en 1947, est un sociologue français spécialiste des questions d'emploi, de transformation du travail et de cohésion sociale.

## Biographie
Pierre Boisard est docteur en sciences sociales du développement (École des hautes études en sciences sociales) et titulaire d'une habilitation à diriger des recherches en sociologie
De 1978 à 2004 il est chercheur au Centre d'études de l'emploi (adjoint au directeur de 1997 à 2003) .
De 2005 à 2007, il est rapporteur au CERC .
De 2008 à 2012 il est chargé de recherche à l'UMR 8533 Institutions et dynamiques historiques de l'économie IDHES (École normale supérieure de Cachan/CNRS)
Il  a été chargé de cours en économie du travail et de l'emploi à l’université Paris Ouest Nanterre La Défense (master ATOGE) et à l'Institut des hautes études du goût, de la gastronomie et des arts de la table.
Il a collaboré à la revue Esprit. Il a été membre du conseil scientifique de l'Observatoire des Cadres.
Il a collaboré au documentaire "Mythique camembert" comme conseiller scientifique.